# Conseil permanent (république des Deux Nations)

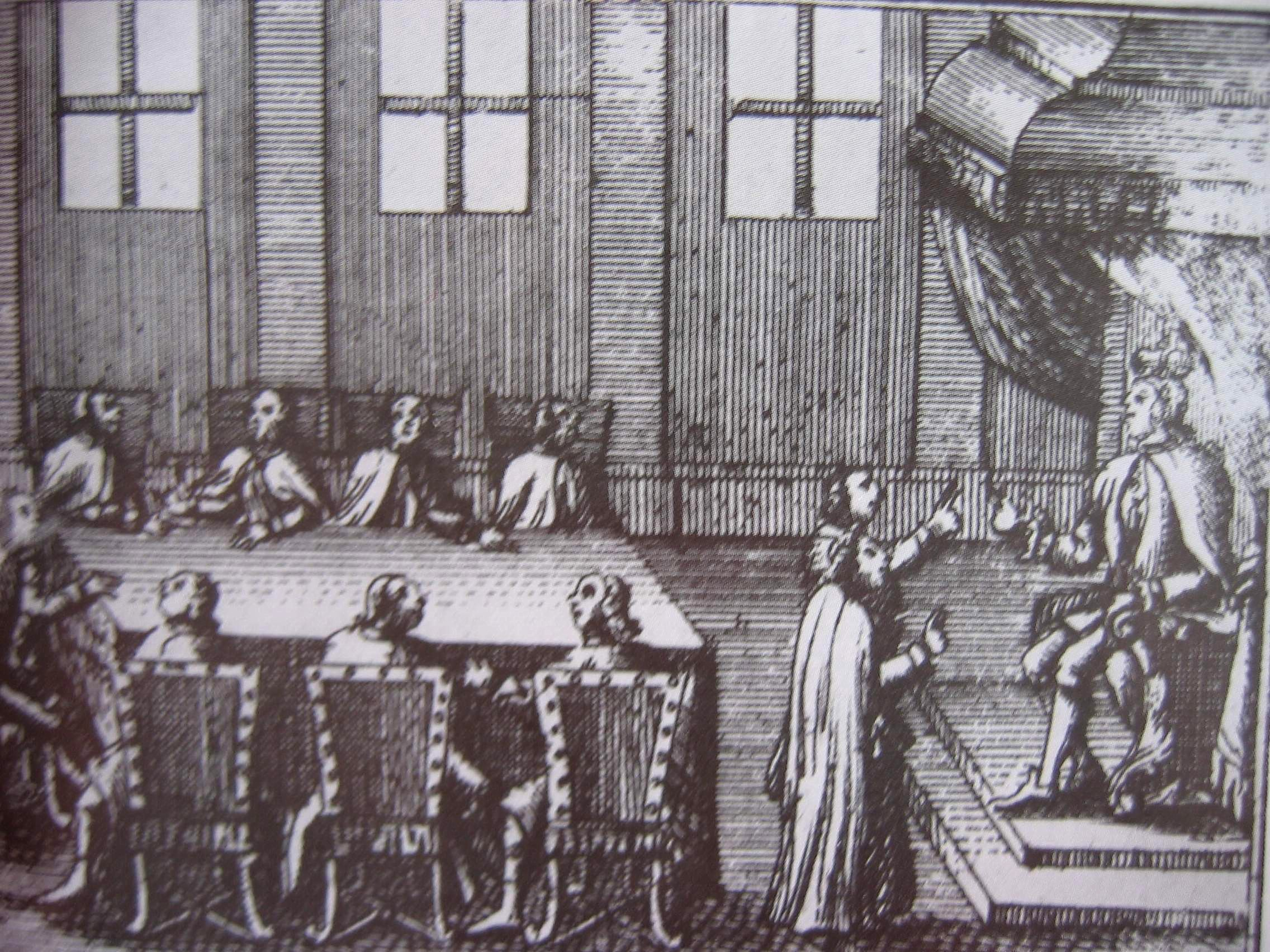
Dès son élection, Stanislas II créé le Conseil permanent

Le Conseil permanent (en polonais: Rada Nieustająca) était la plus haute autorité administrative de la république des Deux Nations entre 1775 et 1789 et le premier pouvoir exécutif moderne en Europe. Les membres du Conseil était choisis parmi le parlement ou le Sejm de la République. 

## Histoire
Dans les dernières années de la république des Deux Nations, la création d'un conseil permanent, sous forme de gouvernement exécutif, est pour la première fois envisagée par le réformateur politique Stanislas Konarski. 
Le Conseil permanent est créé en 1775 par la diète de Partition, avec l'assentiment de Catherine II et son ambassadeur en Pologne-Lituanie, Otto Magnus von Stackelberg, qui voient là un excellent moyen de contrôler le Sejm et le Roi. 
Le Conseil est composé du roi (dont la voix compte double), 18 membres du Sénat et 18 membres de la chambre basse du Sejm. Les réunions sont supervisées par le maréchal de Lituanie Ignacy Potocki.
Peu de temps après sa création, le Conseil permanent devient l'instrument de la Russie. Dans les faits, tous ces membres sont choisis par Von Stackelberg qui représente l'Impératrice Catherine II, protectrice de la république des Deux Nations depuis 1768. 
Le conseil est divisé en 5 ministères distincts appelés « départements »:
1. Intérêts étrangers
2. Militaire
3. Police (« Bon ordre »)
4. Trésor
5. Justice

Le Conseil permanent est chargé de la préparation des projets de lois, l'interprétation des lois et le contrôle de leur application. Bien que fortement critiqué, notamment par la Familia et le Parti patriotique, le Conseil donne lieu à une période de prospérité économique. Son fonctionnement renforce (malgré les intentions de ses créateurs) le pouvoir du monarque et réduit le pouvoir des magnats. En 1789, le Conseil permanent est supprimé par la Grande Diète,puis brièvement rétabli en 1793 par la Diète de Grodno, cette fois directement présidé par l'ambassadeur de Russie qui corrompt la majorité des membres du Conseil.

## Sources
- (en) Cet article est partiellement ou en totalité issu de l’article de Wikipédia en anglais intitulé « Permanent Council » (voir la liste des auteurs).

- (pl) Cet article est partiellement ou en totalité issu de l’article de Wikipédia en polonais intitulé « Rada Nieustająca » (voir la liste des auteurs).